# Qualificazioni al campionato europeo maschile di calcio 1968 - Gruppo 2

## Classifica
| Pos | Squadra    | Pti | G | V | N | P | GF | GS | DR |
| --- | ---------- | --- | - | - | - | - | -- | -- | -- |
| 1   | Bulgaria   | 10  | 6 | 4 | 2 | 0 | 10 | 2  | +8 |
| 2   | Portogallo | 6   | 6 | 2 | 2 | 2 | 6  | 6  | 0  |
| 3   | Svezia     | 5   | 6 | 2 | 1 | 3 | 9  | 12 | -3 |
| 4   | Norvegia   | 3   | 6 | 1 | 1 | 4 | 9  | 14 | -5 |

## Risultati
| Arbitro: | Muzaffer Sarvan |

|                                 |           |                 |
| Tsanev 18’ (43) Zhekov 42’ (85) | Marcatori | 59’ (86) Hasund |

| Arbitro: | Jacques Colling |

|           |           |                     |
| Graça 21’ | Marcatori | 29’ (87) Danielsson |

| Arbitro: | Kevin Howley |

|              |           |                    |
| Svensson 90’ | Marcatori | 19’ Custódio Pinto |

| Arbitro: | William Syme |

|             |           |                  |
| Iversen 34’ | Marcatori | 15’ (61) Eusébio |

| Arbitro: | Leo Callaghan |

|  |           |                             |
|  | Marcatori | 89’ Zhekov 89’ Dermendzhiev |

| Oslo 29 giugno 1967, ore 19:00 CET | Norvegia   | 0 – 0 referto | Bulgaria | Ullevaal (25,545 spett.)\| Arbitro: \| John Adair \| |
| Arbitro:                           | John Adair |               |          |                                                      |

| Arbitro: | Jan Pawlik |

|                                  |           |             |
| Berg 24’ Birkeland 46’ Sunde 79’ | Marcatori | 19’ Nordahl |

| Arbitro: | Rudolf Glöckner |

|                                                         |           |                               |
| Turesson 15’ (89) Danielsson 40’ Leif Eriksson 48’ (85) | Marcatori | 57’ (rig.) Iversen 90’ Nilsen |

| Arbitro: | Josip Drago Horvat |

|                                     |           |  |
| Kotkov 43’ Mitkov 44’ Asparuhov 75’ | Marcatori |  |

| Arbitro: | Michel Kitabdjian |

|                      |           |            |
| Torres 29’ Graça 65’ | Marcatori | 40’ Nilsen |

| Arbitro: | Anvar Zverev |

|                  |           |  |
| Dermendzhiev 63’ | Marcatori |  |

| Oeiras 17 dicembre 1967, ore 16:00 CET | Portogallo        | 0 – 0 referto | Bulgaria | Estádio Nacional (13,408 spett.)\| Arbitro: \| Antonio Sbardella \| |
| Arbitro:                               | Antonio Sbardella |               |          |                                                                     |

## Statistiche

### Classifica marcatori
3 reti
- Petar Zhekov
- Inge Danielsson

2 reti
- Dinko Dermendzhiev
- Nikola Tsanev
- Kjetil Hasund

- Odd Iversen (1 rig.)
- Olav Nilsen
- Eusébio

- Jaime Graça
- Leif Eriksson
- Tom Turesson

1 rete
- Georgi Asparuhov
- Nikola Kotkov
- Vasil Mitkov
- Harald Berg

- Sven Otto Birkeland
- Harald Sunde
- Custódio Pinto

- José Augusto Torres
- Thomas Nordahl
- Ingvar Svensson